# PAMELA
Pour les articles homonymes, voir Pamela.
PAMELA  (Payload for AntiMatter Exploration and Light-nuclei Astrophysics, en français « Charge utile pour l'étude de l'antimatière et de l'astrophysique des noyaux légers » ) est un observatoire spatial des rayons cosmiques dont l'objectif principal est l'étude de l'antimatière présente dans l'univers à travers la détection des positrons et des antiprotons. Parmi les autres objectifs poursuivis figurent l'étude de l'influence du Soleil sur les flux de rayons cosmiques, la mesure des particules à haute énergie produites par le Soleil, présentes dans la magnétosphère terrestre et des électrons générés par Jupiter. Les concepteurs du projet espéraient également que l'instrument puisse mettre en évidence les produits de l'annihilation de la matière noire. L'expérience lancée avec le satellite d'observation de la Terre russe Resours-DK1  en 2006 continuait à fournir des résultats en 2013.

## Historique
PAMELA est une réalisation du collectif Wizard qui rassemble des équipes de recherche russe, italienne, allemande et suédoise. Le collectif est à l'origine de nombreuses expériences sur les rayons cosmiques lancées à bord de satellites scientifiques, comme Fermi-GLAST, ou de ballons-sondes. L'expérience scientifique PAMELA a couté 24,8 millions € et devait durer trois ans. Elle est toujours opérationnelle 6 ans après son lancement.
PAMELA a été lancé le 15 juin 2006 par une fusée russe Soyouz avec le satellite d'observation de la Terre russe Resours-DK1 dont elle est solidaire et qui lui fournit son énergie. À la date de lancement il s'agissait du détecteur de particules le plus complexe  jamais lancé dans l'espace par la précision exceptionnelle la charge, la masse et le spectre d'énergie des particules cosmiques qui heurteront son détecteur.

## Caractéristiques de l'instrument
PAMELA est construit autour d'un spectromètre à aimant permanent de 0,43 tesla qui lui donne la forme d'un cylindre haut de 1,3 mètre et d'une masse de 470 kg. L'aimant (hauteur 44,5 cm, cavité centrale carré  de 161x131 mm², masse 115 kg) courbe la trajectoire des particules chargées qui le traversent. Le rayon de courbure est mesuré par des capteurs en silicium disposés en 6 couches. Le détecteur permet de mesurer la charge de particules allant jusqu'à 1 TeV.
Dans la partie inférieure de l'instrument se trouve un calorimètre imageur utilisant des capteurs en silicium-tungstène pour distinguer les hadrons et les leptons, et permet de mesurer l'énergie des électrons jusqu'à plusieurs centaines de GeV avec une précision de 5,5 %. Le détecteur "temps de vol"  (ToF) est constitué de six couches de scintillateurs en plastique disposés sur 3 plans (S1, S2 et S3) orthogonaux à la trajectoire des particules incidentes. La distance entre les plans S1 et S3 est de 77,3 cm. Il détermine la vitesse des particules et leur charge jusqu'à la masse atomique Z=8. La superficie du capteur S1 est de 33×40,8 cm2. Un détecteur neutronique a pour objectif d'améliorer la précision de la séparation entre hadrons et leptons et d'accroitre la sensibilité de l'instrument pour lui permettre de détecter les protons et les électrons ayant une énergie comprise entre 1011 et 1013 eV. Il est constitué par des compteurs proportionnels à gaz remplis avec du ³He. Les détecteurs anti-coïncidence, qui permettent d'exclure les particules qui ne traversent pas l'instrument de manière optimale, sont composés de 4 détecteurs recouvrant les parois de l'aimant, un détecteur couvrant le sommet de l'aimant à l'exclusion de l'entrée de la cavité et quatre détecteurs couvrant les parois de la partie supérieure du détecteur. PAMELA consomme 360 watts.
| Particules                                | Énergie                                        |
| ----------------------------------------- | ---------------------------------------------- |
| Antiproton                                | 60 MeV - 180 GeV                               |
| Positron                                  | 200 MeV – 300 GeV                              |
| Électron                                  | 200 MeV – 625 GeV                              |
| Proton                                    | 400 MV – 1.2 TeV                               |
| Électron/positron                         | jusqu'à 1 TeV                                  |
| Noyaux d'hélium                           | 700 MeV – 1.2 TeV                              |
| Noyaux d'atomes légers (jusqu'au carbone) | jusqu'à 150 GeV/noyau                          |
| Isotopes du deutérium                     | 100 MeV – 600 MeV/n                            |
| Isotope ³He                               | 100 MeV – 900 MeV/n                            |
| Recherche d'anti noyaux atomiques         | Sensibilité supérieures à 4,7 × 10−7 antiHe/He |

## Résultats
Initialement l'instrument solidaire du satellite Resours circulait sur une orbite elliptique 350x610 km avec une inclinaison de 70°. Depuis septembre 2010 il circule sur une orbite quasi circulaire de 570 km. PAMELA transmet quotidiennement 15 Go de données.
Un excédent de positrons a été détecté dans la gamme d'énergie 10–60 GeV puis confirmé pour les énergies supérieures à 90 GeV. Cette mesure pourrait être interprété comme résultant de l'annihilation de la matière noire,.